# 西門·博斯威爾
西門·博斯威爾（英語：Simon Boswell，1956年10月15日—）是一名電影配樂作曲家、指揮家、音樂製作人、音樂家。

## 外部連結
- 官方网站
- HotHouse Music （页面存档备份，存于）
- 西門·博斯威爾在互联网电影资料库（IMDb）上的資料（英文）
- 西門·博斯威爾的Discogs页面（英文）